# مالی اوستروس
مالی اوستروس (به لاتین: Mali Ostros) یک منطقهٔ مسکونی در مونته‌نگرو است که در شهرداری بار واقع شده‌است. مالی اوستروس ۱۱۱ نفر جمعیت دارد.